# 西流湖公园
西流湖公园位于河南省郑州市中原区西三环附近，面积274万平方米。西流湖公园的总体规划由澳大利亚一家公司设计。按照规划西流湖公园将建成郑州市境域内最大的生态公园。